# 페루 기독국민당

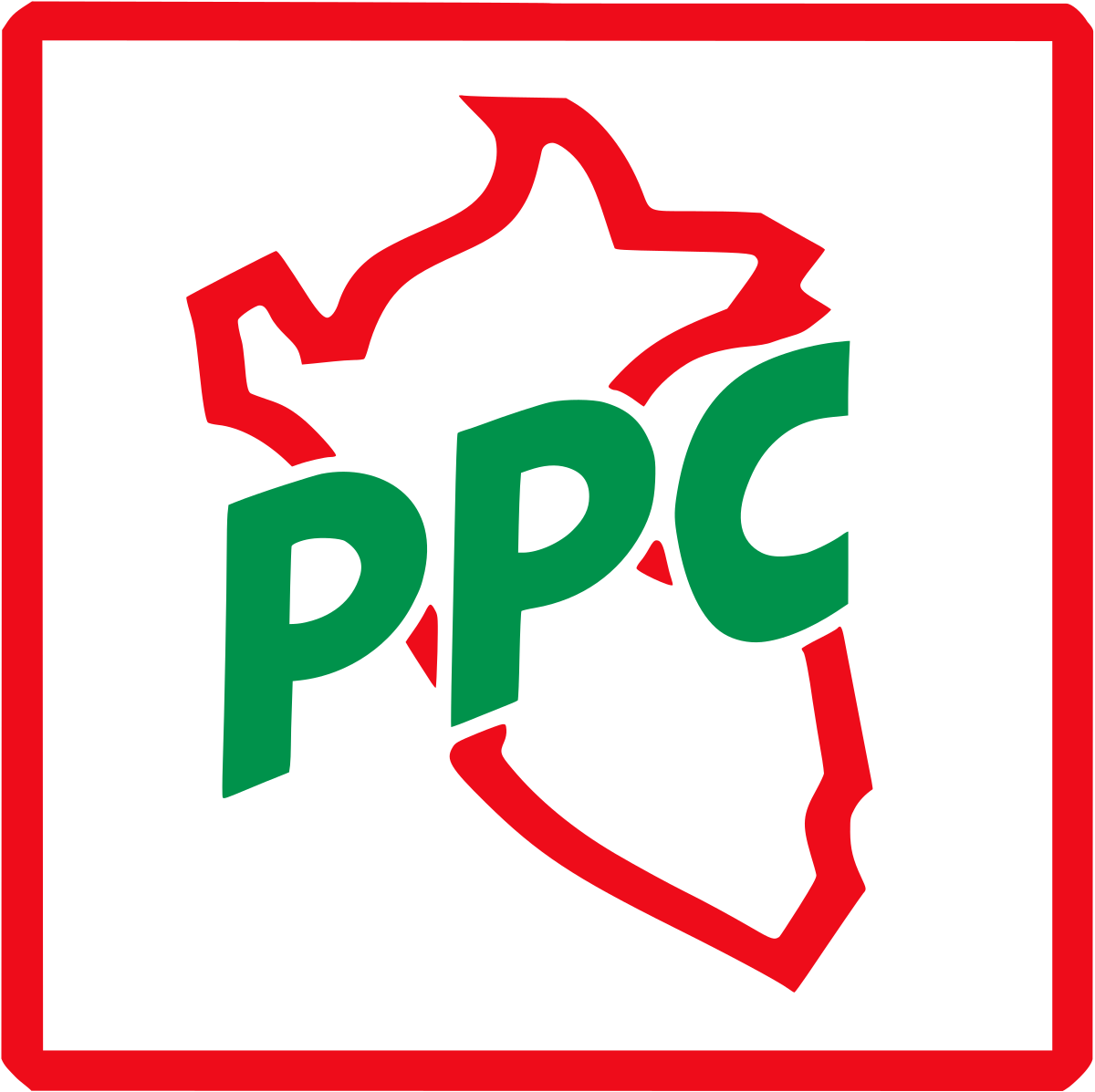

페루 기독국민당(Partido Popular Cristiano)은 1966년 12월 18일을 기하여 창당이 되어 현재에 이르고 있는 현재 페루의 중도정당이다.